# Sedenion
De sedenionen vormen in de abstracte algebra een 16-dimensionale algebra over de reële getallen. De verzameling van de sedenionen wordt aangegeven door {\displaystyle \mathbb {S} }. Op dit moment zijn er twee types sedenionen bekend:
- Sedenionen die men verkrijgt door de Cayley-Dickson-constructie toe te passen
- Kegelsedenionen ("16-dimensionale M-algebra") naar Charles Musès, een onderdeel van zijn hypergetalconcept.

## Cayley-Dickson-sedenionen
Net zoals (Cayley-Dickson)-octonionen, is de vermenigvuldiging van Cayley-Dickson-sedenionen noch commutatief noch associatief.
Maar in tegenstelling tot de octonionen hebben de sedenionen niet de alternatieve eigenschap. Zij hebben wel de eigenschap van
machtassociativiteit.
Elke sedenion is een reële lineaire combinatie van de eenheidsedenionen 1, e1, e2, e3, e4, e5, e6, e7, e8, e9, e10, e11, e12, e13, e14 en e15.
Samen vormen deze eenheidsedenionen de basis van de vectorruimte van de sedenionen.
De sedenionen hebben een multiplicatief neutraal element 1 en multiplicatieve inversen, maar zijn geen delingsalgebra. Dat is omdat zij nuldelers hebben; dit betekent dat de twee niet-nulzijnde getallen kunnen worden vermenigvuldigd om een nulresultaat te verkrijgen: een triviaal voorbeeld is (e3 + e10)*(e6 - e15). Alle hypercomplexe getalsystemen die zijn gebaseerd op de Cayley-Dickson-constructie voor sedenionen, bevatten nuldelers.
De vermenigvuldigingstafel voor deze eenheidsedenionen zien er als volgt uit:
| ×   | 1   | e1   | e2   | e3   | e4   | e5   | e6   | e7   | e8  | e9   | e10  | e11  | e12  | e13  | e14  | e15  |
| --- | --- | ---- | ---- | ---- | ---- | ---- | ---- | ---- | --- | ---- | ---- | ---- | ---- | ---- | ---- | ---- |
| 1   | 1   | e1   | e2   | e3   | e4   | e5   | e6   | e7   | e8  | e9   | e10  | e11  | e12  | e13  | e14  | e15  |
| e1  | e1  | -1   | e3   | -e2  | e5   | -e4  | -e7  | e6   | e9  | -e8  | -e11 | e10  | -e13 | e12  | e15  | -e14 |
| e2  | e2  | -e3  | -1   | e1   | e6   | e7   | -e4  | -e5  | e10 | e11  | -e8  | -e9  | -e14 | -e15 | e12  | e13  |
| e3  | e3  | e2   | -e1  | -1   | e7   | -e6  | e5   | -e4  | e11 | -e10 | e9   | -e8  | -e15 | e14  | -e13 | e12  |
| e4  | e4  | -e5  | -e6  | -e7  | -1   | e1   | e2   | e3   | e12 | e13  | e14  | e15  | -e8  | -e9  | -e10 | -e11 |
| e5  | e5  | e4   | -e7  | e6   | -e1  | -1   | -e3  | e2   | e13 | -e12 | e15  | -e14 | e9   | -e8  | e11  | -e10 |
| e6  | e6  | e7   | e4   | -e5  | -e2  | e3   | -1   | -e1  | e14 | -e15 | -e12 | e13  | e10  | -e11 | -e8  | e9   |
| e7  | e7  | -e6  | e5   | e4   | -e3  | -e2  | e1   | -1   | e15 | e14  | -e13 | -e12 | e11  | e10  | -e9  | -e8  |
| e8  | e8  | -e9  | -e10 | -e11 | -e12 | -e13 | -e14 | -e15 | -1  | e1   | e2   | e3   | e4   | e5   | e6   | e7   |
| e9  | e9  | e8   | -e11 | e10  | -e13 | e12  | e15  | -e14 | -e1 | -1   | -e3  | e2   | -e5  | e4   | e7   | -e6  |
| e10 | e10 | e11  | e8   | -e9  | -e14 | -e15 | e12  | e13  | -e2 | e3   | -1   | -e1  | -e6  | -e7  | e4   | e5   |
| e11 | e11 | -e10 | e9   | e8   | -e15 | e14  | -e13 | e12  | -e3 | -e2  | e1   | -1   | -e7  | e6   | -e5  | e4   |
| e12 | e12 | e13  | e14  | e15  | e8   | -e9  | -e10 | -e11 | -e4 | e5   | e6   | e7   | -1   | -e1  | -e2  | -e3  |
| e13 | e13 | -e12 | e15  | -e14 | e9   | e8   | e11  | -e10 | -e5 | -e4  | e7   | -e6  | e1   | -1   | e3   | -e2  |
| e14 | e14 | -e15 | -e12 | e13  | e10  | -e11 | e8   | e9   | -e6 | -e7  | -e4  | e5   | e2   | -e3  | -1   | e1   |
| e15 | e15 | e14  | -e13 | -e12 | e11  | e10  | -e9  | e8   | -e7 | e6   | -e5  | -e4  | e3   | e2   | -e1  | -1   |

### Verdere documentatie
- Imaeda, K., Imaeda, M.: Sedenions: algebra and analysis (Sedenionen: algebra en analyse), Applied Mathematics and Computation, 115:77-88 (2000)
- Kinyon, M.K., Phillips, J.D., Vojtěchovský, P.: C-loops: Extensions and constructions (C-loops: uitbreidingen en constructies), Journal of Algebra and its Applications 6 (2007), no. 1, 1-20.

## Kegelsedenionen / "16-dimensionale M-algebra"
In contrast tot de Cayley-Dickson-sedenionen, die opgebouwd zijn uit het getal 1 en 15 wortels van het getal -1, zijn kegelsedenionen opgebouwd uit 8 vierkantswortels van zowel plus één als min één. Zij delen niet-commutativiteit en niet-associativiteit met de rekenregels voor Cayley-Dickson-sedenionen ("circulaire sedenion"). Kegelsedenionen zijn echter modulair, alternatief en flexibel. Met uitzondering van zijn nilpotenten, nuldelers, en nul zelf, zijn de rekenregels gesloten met betrekking tot macht-van- en logaritmebewerkingen. Kegelsedenionen zijn niet machts-associatief.